# Shingardara-Stupa

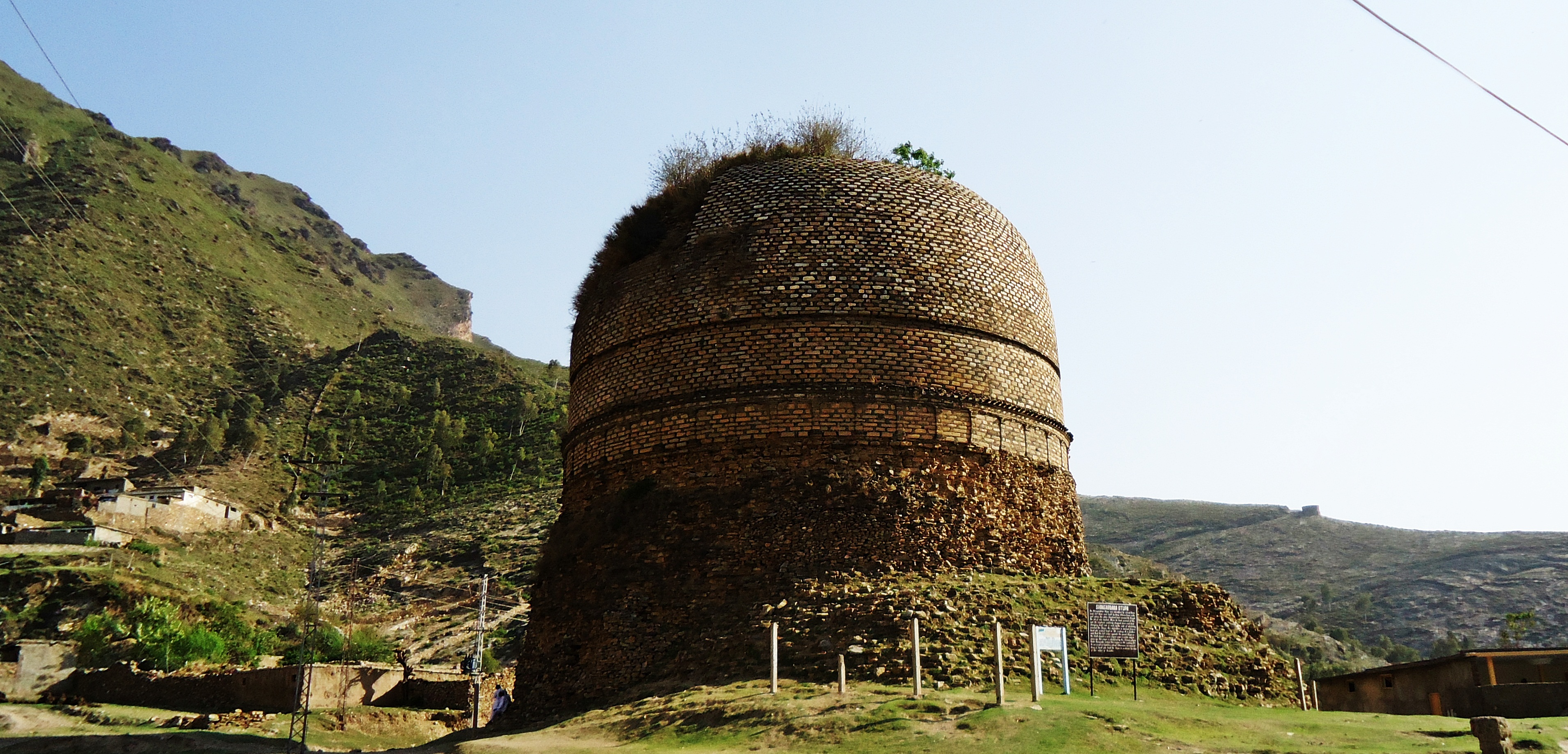
Shingardara-Stupa

Der Shingardara-Stupa ist – neben dem nahegelegenen Amlukdara-Stupa – einer der beiden noch halbwegs gut erhaltenen buddhistischen Stupas im Distrikt Swat im Norden Pakistans.

## Lage
Der Shingardara-Stupa befindet sich in einer Höhe von etwa 815 m beim gleichnamigen Dorf etwa 3,5 km nordöstlich der Stadt Barikot im Swat-Tal; die Entfernung zur Hauptstadt Islamabad beträgt ca. 215 km (Fahrtstrecke) in nordwestlicher Richtung. Der Stupa ist nur ca. 1 km vom Fluss Swat entfernt.

## Geschichte
Der Stupa dürfte im 2. Jahrhundert n. Chr. unter der Herrschaft des Kuschana-Herrschers Kanischka entstanden sein; manchmal wird er auch ins 3./4. Jahrhundert datiert. Er geriet spätestens nach der islamischen Invasion im 10. Jahrhundert in Vergessenheit. Die Briten entdeckten ihn im 19. Jahrhundert und restaurierten die steinerne Außenhaut des Baukörpers; seitdem ist er jedoch dem allmählichen Verfall anheimgegeben.

## Architektur
Die Füllmasse des etwa 17 m im Durchmesser messenden Stupa besteht aus unbehauenen Steinen und Erde; lediglich die Außenhaut wurde mit exakt behauenen Steinen gestaltet. Diese sind an der gesamten Sockelzone (medhi), die ehemals von einer Plattform umgeben war, verschwunden. Der untere Teil des eigentlichen Stupa, dessen Halbkugelform (anda) noch weitgehend erhalten ist, zeigt ein Pilasterdekor, welches vage an einen Zaun (vedika) erinnert. Ob im Scheitelpunkt ursprünglich eine Umzäunung oder ein Kasten (harmika) mit Schirm (chhatra) wie am Butkara-Stupa vorhanden waren, ist unklar.

## Umgebung
In einer Entfernung von ca. 1,5 km befinden sich mehrere – teilweise zerstörte – Felsreliefs Buddhas. Der nahezu baugleiche Amlukdara-Stupa ist nur ca. 10 km (Fahrtstrecke) in südöstlicher Richtung entfernt.